# Cathédrale de Sant'Agata de' Goti
La cathédrale de Sant'Agata de' Goti est une église catholique romaine de Sant'Agata de' Goti, en Italie. Il s'agit d'une cocathédrale du diocèse de Cerreto Sannita-Telese-Sant'Agata de' Goti.